# Турець (регіон)
49°03′46″ пн. ш. 18°55′19″ сх. д. / 49.0628° пн. ш. 18.9219° сх. д.
Турець — (словац. Turiec, угор. Túrótz / Túrócz / Túróc / Turóc) — історичний, туристичний регіон (повна назва Турчанський туристичний регіон) центральної Центральної Словаччини, що включає округи Мартін (Нижній Турець) і Турчянські Теплиці (Верхній Турець) в Жилінському краю.
На початку 20 століття цей регіон був культурним центром Словаччини, де важливу роль відігравало місто Мартін. У регіоні проживає 112 028 жителів.
Територія межує з Горним Поважі на північному заході, Оравою на північному сході, Ліптово на сході, Горехроні на південному сході, Теково на півдні та Горною Нітрою на південному заході.

## Історія

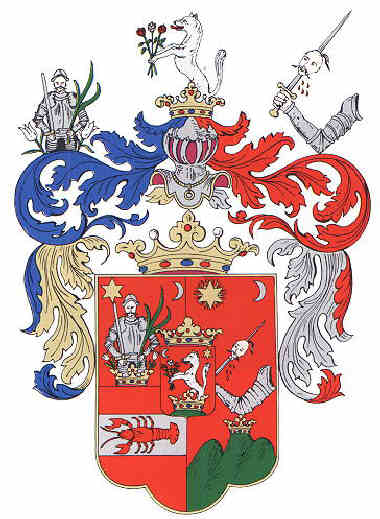
Герб регіону Турець

Турець приблизно відповідає колишньому угорському комітату Turóc.
Слов'яни оселилися у цьому краю пізніше VII століття. Наприкінці VIII — початку IX століть Турчанська улоговина була дуже густо заселена. Археологи виділяють ранньосередньовічний археологічний Горизонт Блатниця-Мікульчице (VIII—IX століття). Назва горизонту походить від археологічних пам'яток у Блатниці (Словаччина) та Мікульчиці (Чехія). Найбільш характерними знахідками горизонту Блатниця-Мікульчице є мечі з вишуканими прикрасами із могил чоловіків-воїнів. Ян Декан пише, що це показує, як моравські майстри обирають «елементи орнаментального змісту каролінгського мистецтва, які відповідають їхнім естетичним потребам та традиціям». За словами Ф. Курта, мечі та інші предмети горизонту Блатниця-Мікульчице демонструють «перехід від тактики кінного бою, типової для кочової війни, до важкої кавалерійської техніки», а також розвиток місцевої еліти в регіонах на північ від річки Дунай та Великої Угорської рівнини на початку IX століття. Перша згадка Турця під цим ім'ям належить до 1113 року.
Першою столицею регіону був замок Вишеград (Vyšehrad), що стояв на кордоні Турця та Гірської Нітри. Потім столицею регіону був замок Склабіня.
Не пізніше 1264 року в Турці з'явилося село Сент-Мартон (Zenthmarton), яке отримало у 1340 р. міські права. Надалі місто Турчанський св. Мартін (Turčianský Svätý Martin) став третьою столицею регіону.
Починаючи з XIII століття в Турцєві було побудовано безліч замків. Серед них виділяється квадратний замок Знієв, що вінчає круту гору (Zniev, осн. у 1234 р.), величні руїни якого збереглися донині. Предки уславленого у XVIII столітті генерала угорської служби Андраша Гадіка були турчанськими дворянами. У 1949 році місто Турець було включено до складу Жилінського краю Чехословаччини. У 1960 році — до Середньо-Словацького краю Чехословаччини.

## Економіка
В даний час територія регіону є одним з найбільш розвинутих регіонів Словаччини. Місто Мартін є потужним промисловим центром, хоча після 1989 року воно на кілька років занепало через перепрофілювання виробництва озброєнь на цивільне.

## Туризм

### Національні парки
- Національний парк Мала Фатра
  - Шутовський водоспад (найвищий у Малій Фатрі)
  - Протока Тесно
- Національний парк Велика Фатра
  - рідкісне місце археологічних розкопок Яскіня Мажарна (єдиний вхідний портал, печера недоступна для відвідувачів)
- Долини: Блатницька, Гадерська, Нецпальська та Ясенська

### Замки та пам'ятники
- Блатницький град
- Склабінський град (над селом Склабінський Підзамок, з 1944 р. в руїнах — спалений німцями)
- Знєвський замок
- Сучянський замок
- Монастир премонстратів у Кляшторі-под-Знєвом
- Англійський парк і особняк в Турчянска Штявнічка
- особняк з англійським парком у Мошовце

### Катання на лижах
- Ясенська долина, Martinské hole, Валчанська долина

### Водолікування
- Курортне місто Турчянські Теплиці

### Мартін
- Національний цвинтар у Мартіні, де поховані важливі діячі політичного та культурного життя Словаків.
- Камерний театр у Мартіні

## Округи, міста та муніципалітети

### Округ Мартін
- Міста: Мартін, Турани, Врутки
- Села: Бела-Дулиці, Бениці, Блатниця, Бистрічка, Дянова, Дякова, Долни Калнік, Дражковце, Фолкушова, Горни Калнік, Карлова, Кляштор-под-Знєвом, Коштяни-над-Турцом, Крпеляни, Ласкар, Лежяхов, Ліповец, Нецпали, Нолчово, Подградіє, Прібовце, Раково, Ратково, Склабіня, Склабінський Подзамок, Словани, Соцовце, Сучани, Шутово, Требостово, Трново, Турчянска Штявнічка, Турчянске Ясено, Турчянске Клячани, Турчянски Дюр, Турчянски Петер, Валча, Врицько, Заборіє, Жабокреки

### Турчянські Теплиці
- Міста: Турчянське Тепліце
- Села: Abramová, Блажовці, Бодорова, Борцова, Brieštie, Будіш, Чремошне, Дубове, Гай, Горна Штубня, Іванчіна, Ясеново, Язерніца, Каляменова, Liešno, Мали Чепчін, Мошковец, Мошовці, Ондрашова, Ракша, Рудно, Склене, Словенске Правно, Турчек, Вельки Чепчин